# شهرستان هنری (تنسی)
شهرستان هنری، تنسی (به انگلیسی: Henry County, Tennessee) یک سکونتگاه مسکونی در ایالات متحده آمریکا است که در تنسی واقع شده‌است.

## خصوصیات
شهرستان هنری ۱٬۵۳۷ کیلومترمربع مساحت دارد.